# Herbert Scheibner
Herbert Scheibner (*23 de abril de 1963, Viena) é um político da Aliança para o Futuro da Áustria (BZÖ).
No Governo Federal Schüssel I, Herbert Scheibner foi Ministro da Defesa Nacional. Ele foi membro do Partido da Liberdade da Áustria (FPÖ).
Desde a morte do Jörg Haider até a eleição de Josef Bucher que Herbert Scheibner foi o líder da Aliança para o Futuro da Áustria.